# گرده‌انبوه

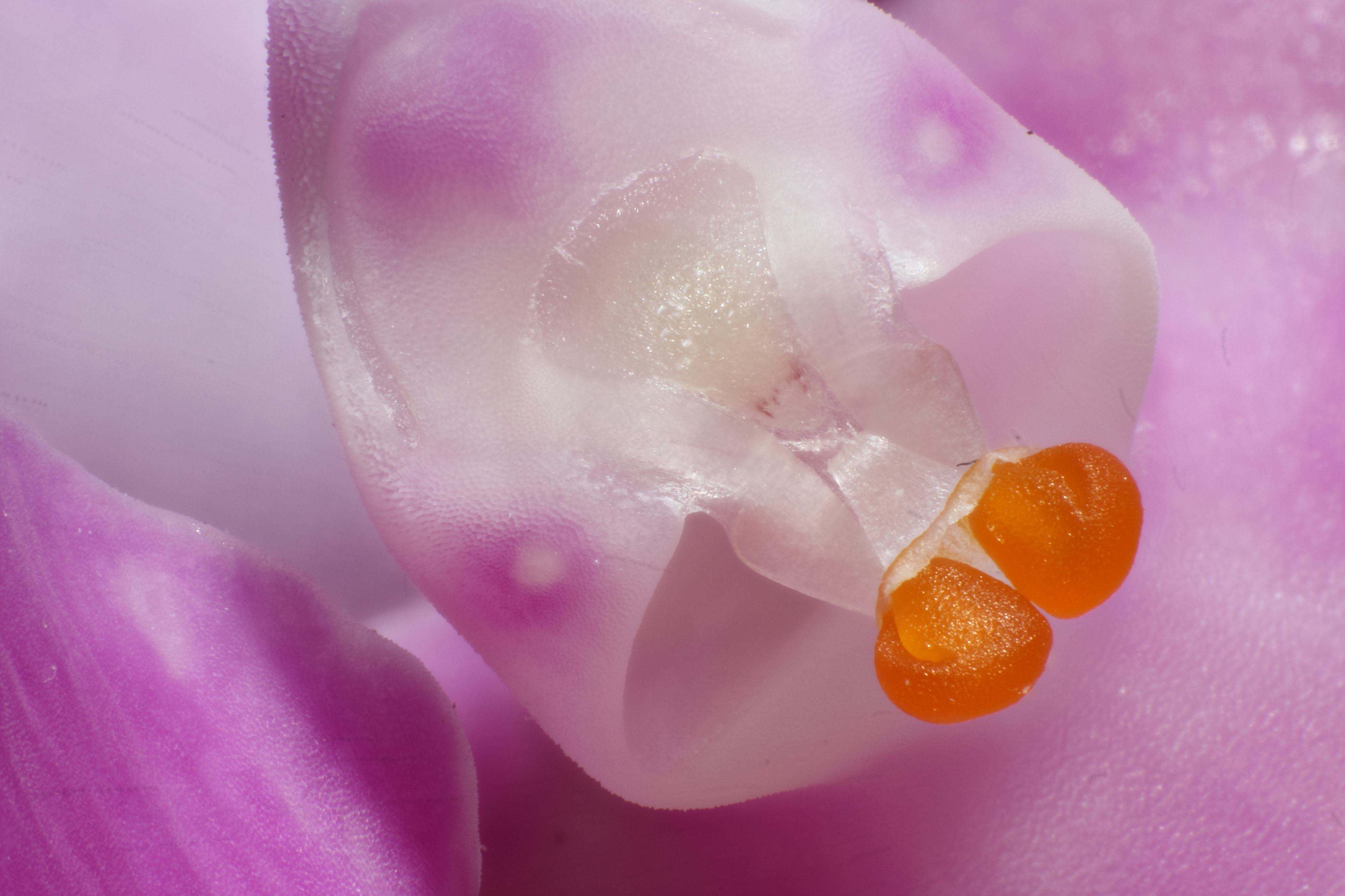
رنگ نارنجی: گرده‌انبوه‌های یک ارکیده شاپرکی.

به توده منسجمی از گرده گل در یک گیاه که توسط پرچم یک گل تولید شده‌اند و به هنگام گرده‌افشانی به عنوان یک بسته و واحد منتقل می‌شوند گرده‌انبوه (انگلیسی: Pollinium) گفته می‌شود.
این حالت معمولاً در گیاهانی چون ارکیده‌ها (یعنی تیره ثعلبیان) و بسیاری از گونه‌های استبرق دیده می‌شود.
بیشتر ارکیده‌ها گرده‌های مومی دارند که به یک یا دو پایک دراز متصلند. این پایک‌ها به نوبه خود به یک بالشتک قرص‌مانند وصلند که به حشرات گذرنده می‌چسبند.